# Lijst van gemeentelijke monumenten in Dijk en Waard
De gemeente Dijk en Waard heeft 95 gemeentelijke monumenten, hieronder een overzicht.

## Broek op Langedijk
De plaats Broek op Langedijk kent 8 gemeentelijke monumenten:
| Object                                              | Bouwjaar   | Architect | Locatie                | Coördinaten                   | Nr.        | Afbeelding                                          |
| --------------------------------------------------- | ---------- | --------- | ---------------------- | ----------------------------- | ---------- | --------------------------------------------------- |
| Voormalig postkantoor, thans appartementencomplex   |            |           | Dorpsstraat 75 t/m 79A | 52° 40' 40" NB, 4° 48' 24" OL | 0416/G.002 | Upload foto                                         |
| Pastorie                                            | Circa 1925 |           | Dorpsstraat 78         | 52° 40' 40" NB, 4° 48' 26" OL | 0416/G.001 | Upload foto                                         |
| Voormalig betaalkantoor, thans appartementencomplex |            |           | Dorpsstraat 92         | 52° 40' 41" NB, 4° 48' 26" OL | 0416/G.003 | Voormalig betaalkantoor, thans appartementencomplex |
| Restaurant in zakelijk-expressionistische stijl     | 1930       |           | Dorpsstraat 98         | 52° 40' 44" NB, 4° 48' 27" OL | 0416/G.004 | Restaurant in zakelijk-expressionistische stijl     |
| Onderwijzerswoning                                  | 1900       |           | Dorpsstraat 137        | 52° 40' 49" NB, 4° 48' 29" OL | 0416/G.005 | Upload foto                                         |
| Kerkgebouw                                          | 1858       |           | Dorpsstraat 202        | 52° 41' 1" NB, 4° 48' 31" OL  | 0416/G.006 | Upload foto                                         |
| Dokterswoning in eclectische stijl                  | circa 1870 |           | Dorpsstraat 204        | 52° 41' 1" NB, 4° 48' 31" OL  | 0416/G.007 | Upload foto                                         |
| Sluis                                               |            |           | Sluiskade 16A (naast)  | 52° 40' 29" NB, 4° 48' 36" OL | 0416/G.008 | Upload foto                                         |

## Heerhugowaard
De plaats Heerhugowaard kent 49 gemeentelijke monumenten, zie de Lijst van gemeentelijke monumenten in Heerhugowaard.

## Noord-Scharwoude
De plaats Noord-Scharwoude kent 9 gemeentelijke monumenten:
| Object                                                                                   | Bouwjaar  | Architect       | Locatie                    | Coördinaten                   | Nr.        | Afbeelding                                                    |
| ---------------------------------------------------------------------------------------- | --------- | --------------- | -------------------------- | ----------------------------- | ---------- | ------------------------------------------------------------- |
| Herdenkingsmonument                                                                      | 1957      | J.M. Roosenburg | Charlotte de Bourbonstraat | 52° 42' 12" NB, 4° 48' 54" OL | 0416/G.009 | Herdenkingsmonument                                           |
| Woonhuis met jugendstil-elementen                                                        | 1915      |                 | Dorpsstraat 604            | 52° 42' 9" NB, 4° 48' 41" OL  | 0416/G.046 | Woonhuis met jugendstil-elementen                             |
| Woonhuis met jugendstil-elementen                                                        | 1905/1908 |                 | Dorpsstraat 606            | 52° 42' 10" NB, 4° 48' 41" OL | 0416/G.010 | Woonhuis met jugendstil-elementen                             |
| Woonhuis                                                                                 |           |                 | Dorpsstraat 616            | 52° 42' 13" NB, 4° 48' 41" OL | 0416/G.011 | Upload foto                                                   |
| Woonhuis                                                                                 |           |                 | Dorpsstraat 621            | 52° 42' 14" NB, 4° 48' 40" OL | 0416/G.012 | Woonhuis                                                      |
| Villa in Overgangsarchitectuur stijl met jugendstil-elementen                            | 1908      |                 | Dorpsstraat 630            | 52° 42' 15" NB, 4° 48' 41" OL | 0416/G.013 | Villa in Overgangsarchitectuur stijl met jugendstil-elementen |
| Nederlands Hervormd Kerkgebouw                                                           | 1935      | Kakes, J.       | Kerklaan 8                 | 52° 42' 7" NB, 4° 48' 47" OL  | 0416/G.014 | Upload foto                                                   |
| Voormalig betaalkantoor in zakelijk-expressionistische stijl, thans appartementencomplex | 1931      |                 | Veilingweg 3-3a            | 52° 42' 24" NB, 4° 48' 42" OL | 0416/G.015 | Upload foto                                                   |
| Sluis                                                                                    |           |                 | Waarddijk West 5           | 52° 42' 29" NB, 4° 49' 13" OL | 0416/G.016 | Upload foto                                                   |

## Oudkarspel
De plaats Oudkarspel kent 18 gemeentelijke monumenten:
| Object                                                                      | Bouwjaar   | Architect | Locatie                | Coördinaten                   | Nr.        | Afbeelding  |
| --------------------------------------------------------------------------- | ---------- | --------- | ---------------------- | ----------------------------- | ---------- | ----------- |
| Dokterswoning                                                               | 1910       |           | Dorpsstraat 769        | 52° 42' 38" NB, 4° 48' 27" OL | 0416/G.017 | Upload foto |
| Woonhuis                                                                    | XIXd       |           | Dorpsstraat 785        | 52° 42' 40" NB, 4° 48' 26" OL | 0416/G.018 | Upload foto |
| Kantoor                                                                     |            |           | Dorpsstraat 820        | 52° 42' 44" NB, 4° 48' 25" OL | 0416/G.019 | Upload foto |
| Woonhuis                                                                    |            |           | Dorpsstraat 846        | 52° 42' 49" NB, 4° 48' 19" OL | 0416/G.020 | Upload foto |
| Dorpshuis                                                                   |            |           | Dorpsstraat 850        | 52° 42' 50" NB, 4° 48' 17" OL | 0416/G.021 | Upload foto |
| Woonhuis                                                                    |            |           | Dorpsstraat 866        | 52° 42' 53" NB, 4° 48' 13" OL | 0416/G.022 | Upload foto |
| Woonhuis (Stolp)                                                            |            |           | Dorpsstraat 873        | 52° 42' 51" NB, 4° 48' 12" OL | 0416/G.023 | Upload foto |
| Onderwijzerswoning, uitgevoerd in eclectische vormen                        | circa 1880 |           | Dorpsstraat 882        | 52° 42' 55" NB, 4° 48' 9" OL  | 0416/G.024 | Upload foto |
| Boerderij                                                                   |            |           | Dorpsstraat 886        | 52° 42' 56" NB, 4° 48' 7" OL  | 0416/G.025 | Upload foto |
| Woonhuis (dubbel) met Jugendstil-details en versierd met bricorna-steentjes | 1913       |           | Dorpsstraat 917-919    | 52° 42' 57" NB, 4° 48' 3" OL  | 0416/G.026 | Upload foto |
| Woonhuis                                                                    |            |           | Dorpsstraat 921        | 52° 42' 58" NB, 4° 48' 2" OL  | 0416/G.027 | Upload foto |
| Stolpboerderij                                                              | Circa 1890 |           | Dorpsstraat 923        | 52° 42' 58" NB, 4° 48' 2" OL  | 0416/G.028 | Upload foto |
| Woonhuis (Stolp)                                                            |            |           | Dorpsstraat 968        | 52° 43' 7" NB, 4° 47' 55" OL  | 0416/G.029 | Upload foto |
| Tuinderswoning                                                              | Circa 1900 |           | Dorpsstraat 988        | 52° 43' 10" NB, 4° 47' 51" OL | 0416/G.030 | Upload foto |
| Woonhuis (Stolp)                                                            |            |           | Dorpsstraat 991        | 52° 43' 11" NB, 4° 47' 48" OL | 0416/G.031 | Upload foto |
| Gemaal/Woonhuis                                                             |            |           | Kerkmeerweg 20         | 52° 42' 54" NB, 4° 47' 9" OL  | 0416/G.032 | Upload foto |
| Woonhuis                                                                    | circa 1910 |           | Voorburggracht 491     | 52° 43' 6" NB, 4° 47' 52" OL  | 0416/G.033 | Upload foto |
| Stolpboerderij                                                              | XIXd       |           | Voorburggracht 495-497 | 52° 43' 7" NB, 4° 47' 52" OL  | 0416/G.034 | Upload foto |

## Sint Pancras
De plaats Sint Pancras kent 7 gemeentelijke monumenten:
| Object                   | Bouwjaar   | Architect                    | Locatie                  | Coördinaten                   | Nr.        | Afbeelding          |
| ------------------------ | ---------- | ---------------------------- | ------------------------ | ----------------------------- | ---------- | ------------------- |
| Koolboet                 |            |                              | Benedenweg 94            | 52° 39' 47" NB, 4° 46' 54" OL | 0416/G.035 | Upload foto         |
| Woonhuis (stolp)         |            |                              | Benedenweg 196           | 52° 39' 29" NB, 4° 46' 46" OL | 0416/G.036 | Upload foto         |
| Woonhuis                 |            |                              | Bovenweg 1               | 52° 39' 55" NB, 4° 47' 14" OL | 0416/G.037 | Upload foto         |
| Woonhuis Home Sweet Home | circa 1915 |                              | Bovenweg 13              | 52° 39' 52" NB, 4° 47' 11" OL | 0416/G.038 | Upload foto         |
| Herdenkingsmonument      | 1946       | Aad Oosterlee, mevr. Moeijes | Bovenweg 312 naast spoor | 52° 39' 2" NB, 4° 46' 42" OL  | 0416/G.039 | Herdenkingsmonument |
| Voormalig raadhuis       | 1900/1864  |                              | Kerkplein 2              | 52° 39' 56" NB, 4° 47' 14" OL | 0416/G.040 | Voormalig raadhuis  |
| Schoorsteen en ketelhuis |            |                              | Kerkplein 13             | 52° 39' 59" NB, 4° 47' 11" OL | 0416/G.041 | Upload foto         |

## Zuid-Scharwoude
De plaats Zuid-Scharwoude kent 4 gemeentelijke monumenten:
| Object                              | Bouwjaar              | Architect | Locatie         | Coördinaten                   | Nr.        | Afbeelding          |
| ----------------------------------- | --------------------- | --------- | --------------- | ----------------------------- | ---------- | ------------------- |
| Woonhuis (stolp)                    |                       |           | Dorpsstraat 348 | 52° 41' 24" NB, 4° 48' 34" OL | 0416/G.042 | Upload foto         |
| Café De Roode Leeuw                 | 1911, 1925 (kolfbaan) |           | Dorpsstraat 440 | 52° 41' 39" NB, 4° 48' 38" OL | 0416/G.043 | Café De Roode Leeuw |
| Woonhuis (stolp)                    |                       |           | Dorpsstraat 483 | 52° 41' 46" NB, 4° 48' 35" OL | 0416/G.044 | Upload foto         |
| Voormalig raadshuis, thans woonhuis | 1908                  | C. Smit   | Koog 1          | 52° 41' 39" NB, 4° 48' 39" OL | 0416/G.045 | Upload foto         |